# Plutopaschia sinapis
Plutopaschia sinapis är en fjärilsart som beskrevs av Rothschild 1915. Plutopaschia sinapis ingår i släktet Plutopaschia och familjen mott. Inga underarter finns listade i Catalogue of Life.